# Emmy Internacional 2011
A 39.ª cerimônia de entrega dos International Emmys (ou Emmy Internacional 2011), aconteceu no dia 21 de novembro de 2011, no Hilton Hotel, em Nova York, Estados Unidos, e teve como apresentador o ator canadense Jason Priestley.

## Cerimônia
Os indicados para a 39ª edição dos Emmy Internacional foram anunciados pela Academia Internacional das Artes e Ciências Televisivas em 3 de outubro de 2011, numa conferência de imprensa na Mipcom. Com mais de mil programas inscritos de 61 países, a Academia selecionou 40 indicados, que representam 20 países, um número recorde, são eles: Argentina, Austrália, Bélgica, Brasil, Canadá, Chile, China, Colômbia, França, Alemanha, Japão, Malásia, México, Portugal, Singapura, Coreia do Sul, Espanha, Suécia, Filipinas, além do  Reino Unido.
A Rede Globo do Brasil, liderou o número de indicações para a premiação, como fez na edição passada. A emissora competiu nas categorias de melhor programa artístico com Por Toda Minha Vida: Adoniran Barbosa, melhor ator para Fábio Assunção, melhor atriz para Adriana Esteves por Dalva e Herivelto: uma Canção de Amor, melhor comédia com Separação?! e melhor série dramática por Na Forma da Lei.
Além dos Prêmios Emmy Internacional, a Academia premiou o veterano Nigel Lythgoe, com o International Emmy Founders Award e Subhash Chandra, presidente do grupo Zee Entertainment Enterprises, com o Emmy Internacional de Melhor Chefe Executivo.

### Apresentadores
O seguinte indivíduo foi escolhido para ser anfitrião da cerimônia:
- Jason Priestley

Os seguintes indivíduos foram escolhidos para entregar os prêmios:
| Apresentadores                                                | Categoria                                     |
| ------------------------------------------------------------- | --------------------------------------------- |
| Edward Herrmann                                               | Melhor Programa Artístico                     |
| Ally Sheedy                                                   | Melhor Ator                                   |
| Rick Hoffman                                                  | Melhor Atriz                                  |
| John Larroquette                                              | Melhor Comédia                                |
| Dan Rather                                                    | Melhor Documentário                           |
| Jeff Hephner e Hannah Ware                                    | Melhor Série Dramática                        |
| Wendy Williams                                                | Melhor Programa de Entretenimento sem Roteiro |
| Vladimir Brichta e Jessica Szohr                              | Melhor Telefilme/Minissérie                   |
| Danny Pino e Blanca Soto                                      | Melhor Telenovela                             |
| Goku e Luffy (personagens da série Dragon Ball Z e One Piece) | Melhor Série Infantojuvenil                   |
| Lady Gaga                                                     | Emmy Founders Award                           |
| Richard Parsons e Archie Panjabi                              | Emmy Directorate Award                        |

## Vencedores
| Melhor Ator | Melhor Atriz |
| --- | --- |
| - Christopher Eccleston em Accused - Reino Unido (BBC) - Michael Nyqvist em Millenium - Suécia (Sveriges Television/ZDF) - Fábio Assunção em Dalva e Herivelto - Brasil (Rede Globo) - Jang Hyuk em The Slave Hunters - Coreia do Sul (KBS) | - Julie Walters em Mo - Reino Unido (Channel 4) - Noomi Rapace em Millennium - Suécia (Sveriges Television/ZDF) - Adriana Esteves em Dalva e Herivelto - Brasil (Rede Globo) - Athena Chu em A Wall-less World - Hong Kong (Radio Television Hong Kong)                              |
| Melhor Telenovela | Melhor Série Dramática |
| - Laços de Sangue - Portugal (SIC) - Araguaia - Brasil (Rede Globo) - Contra las cuerdas - Argentina (Canal 7) - Impostor - Filipinas (ABS-CBN)                                                                                             | - Accused - Reino Unido (BBC) - Na Forma da Lei - Brasil (Rede Globo) - Spiral - França (Canal+) - Saka no Ue no Kumo - Japão (NHK) |
| Melhor Filme para TV ou Minissérie | Melhor Programa Artístico |
| - Millennium - Suécia (SVT/ZDF) - Mo - Reino Unido (Channel 4) - Operación Jaque - Colômbia (Caracol Television) - Shu shain boi - Japão (TV Tokyo)                                                                                         | - Gareth Malone Goes to Glyndebourne - Reino Unido (BBC) - Por Toda Minha Vida: Adoniran Barbosa - Brasil (Rede Globo) - Memories of Origin - Hiroshi Sugimoto - Japão (Wowow) - In der Werkstatt Beethovens - Die Neunte, Thielemann und die Wiener Philharmoniker - Alemanha (ZDF) |
| Melhor Série de Comédia | Melhor Documentário |
| - Benidorm Bastards - Bélgica (Shelter/VMMA) - Separação?! - Brasil (Rede Globo) - Facejacker - Reino Unido (Channel 4) - The Noose - Singapura (MediaCorp TV)                                                                              | - Life with Murder - Canadá (National Film Board of Canada) - Confesiones de un Sicario - Argentina (Turner International Argentina) - 7 Years in the Tanaka Family - Japão (Fuji Television) - Wild Japan - Alemanha (ORF/ARTE/National Geographic)                                 |
| Melhor Programa de Entretenimento sem Roteiro | |
| - The World's Strictest Parents - Reino Unido (BBC) - El Hormiguero - Espanha (7yacción) - The Master Show - Coreia do Sul (KBS) - La Expedicion - México (RM 5to Elemento/Zodiak Media/Teletón)                                            | |